# Liste der Naturdenkmale in Ehringshausen
Die Liste der Naturdenkmale in Ehringshausen nennt die auf dem Gebiet der Gemeinde Ehringshausen gelegenen Naturdenkmale. Sie sind nach dem Hessischen Gesetz über Naturschutz und Landschaftspflege (Hessisches Naturschutzgesetz – HAGBNatSchG) § 12 geschützt und bei der unteren Naturschutzbehörde des Lahn-Dill-Kreises (Abteil Umwelt, Natur und Wasser) eingetragen.
| Bild            | Bezeichnung               | Ortsteil, Lage                                | Beschreibung | Art | Nr. |
| --------------- | ------------------------- | --------------------------------------------- | --- | --- | --- |
| Fotos hochladen | 104 Bäume                 | Ehringshausen 50° 35′ 37,8″ N, 8° 22′ 42,9″ O | Bestand von Eichen und Buchen Alter ca. 200 Jahre Umfang ca. 3,50 Höhe ca. 25 m Schutzgrund: Alter, Schönheit. Waldbestand mit Altholzinselcharakter                    |     | 22  |
| Fotos hochladen | 3 Buchen                  | Ehringshausen 50° 36′ 58,9″ N, 8° 23′ 12,9″ O | Einzelbäume 200 Jahre Alt Höhe: ca. 21 m Schutzgrund: Alter, Schönheit. Bizarre Exemplare mit starken Wurzelanläufen                                                    |     | 25  |
| Fotos hochladen | Eichenbestand             | Ehringshausen 50° 36′ 19,4″ N, 8° 23′ 5″ O    | Eichenbestand (ca. 25 Eichen) Umfang: ca. 3,10 m, Höhe: ca. 24 m Schutzgrund: Alter, Schönheit                                                                          |     | 26  |
| Fotos hochladen | 1 Linde am Kriegerdenkmal | Dillheim 50° 36′ 28,3″ N, 8° 22′ 7,5″ O       | Einzelbaum (Linde) 80 Jahre alt, Winterlinde mit kugelförmiger Krone in exponierter Lage Höhe 21 m, Umfang 3,20 m                                                       |     | 19  |
| Fotos hochladen | 4 Buchen, 1 Birke         | Ehringshausen 50° 37′ 5,8″ N, 8° 23′ 20,3″ O  | Baumgruppe Alter: ca. 200 Jahre Umfang: 2,90 m Höhe: 22 m Schutzgrund: Alter, Schönheit                                                                                 |     | 24  |
| Fotos hochladen | Wacholderheide            | Dreisbach 50° 39′ 1,7″ N, 8° 23′ 45,7″ O      | Gehölze (Wacholder) Schutzgrund: Seltenheit, Schönheit Weitere Vegetation auf dem Magerstandort: Kiefern, Schlehen, Heckenrosen, vereinzelt Eichen, Buchen und Kirschen |     | 158 |
| Fotos hochladen | 2 Linden                  | Greifenthal 50° 36′ 17,5″ N, 8° 18′ 44,9″ O   | Einzelbäume Umfang: 2,50–2,75 m Höhe 26,5 m Alter: ca. 200 Jahre Schutzgrund: Alter, Schönheit                                                                          |     | 97  |